# Ernemann-Werke

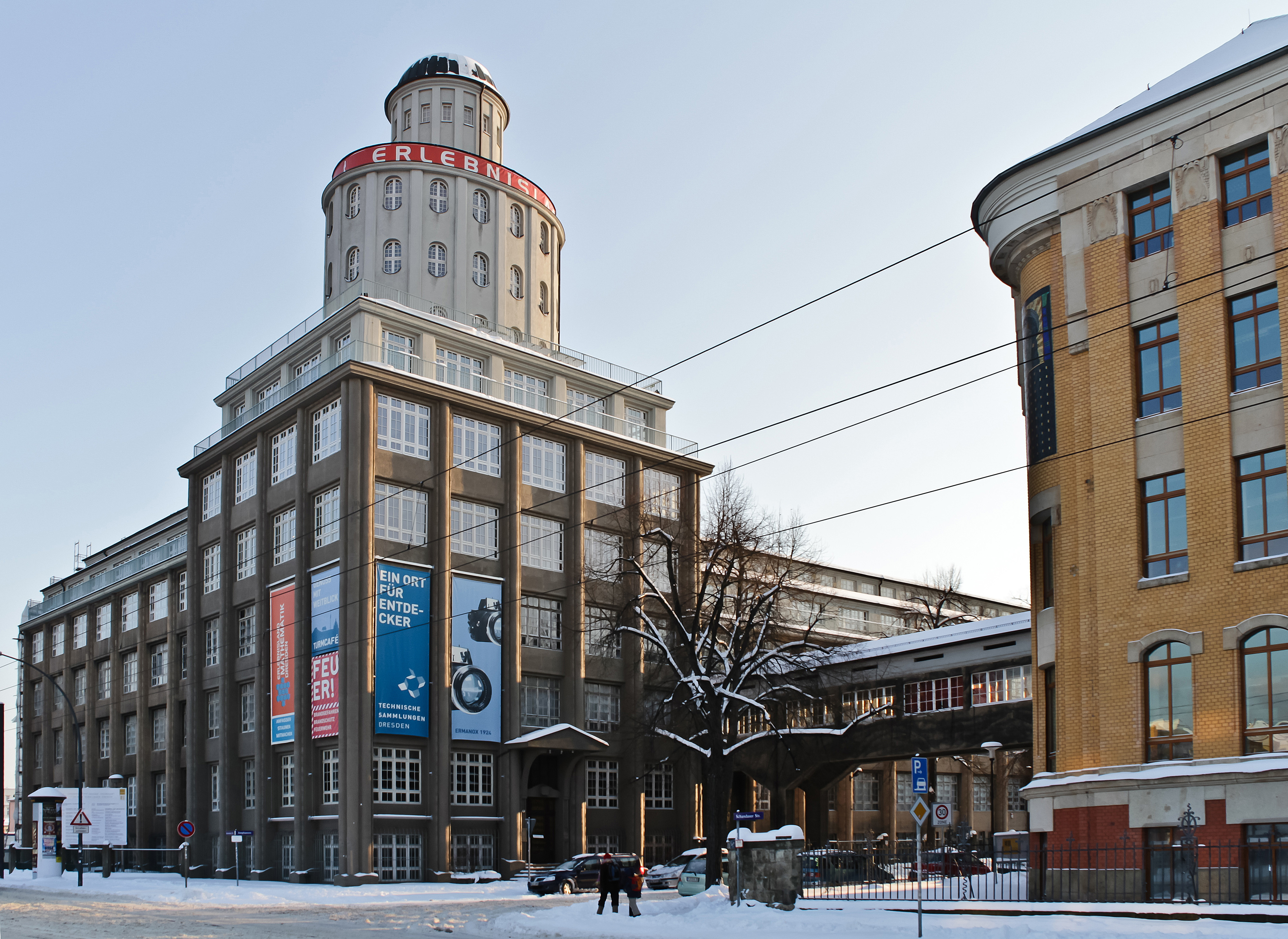
Ernemann-Werke mit Turm von 1923 und Bau von 1898 (rechts)

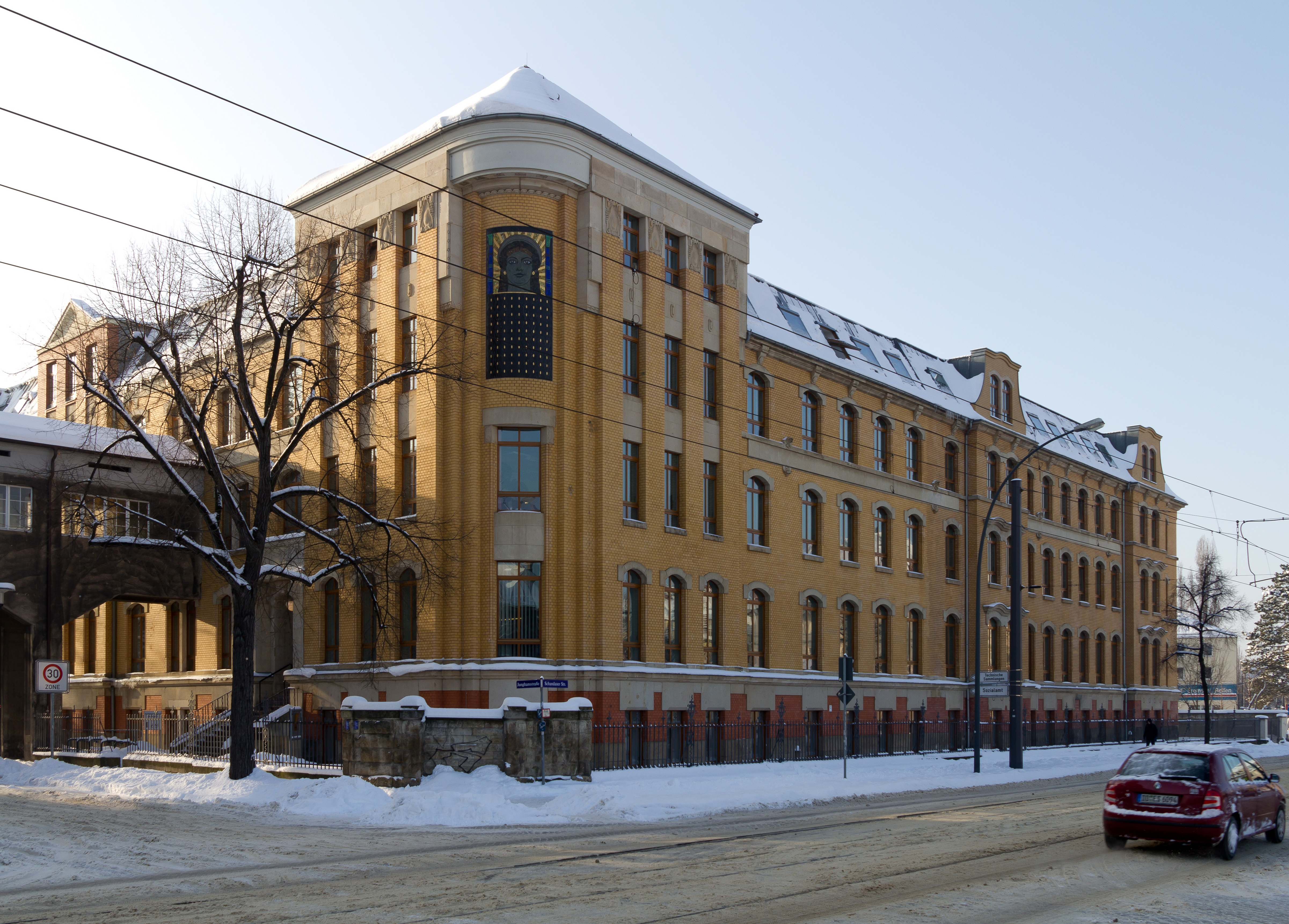
Gebäude von 1898 mit Lichtgöttin

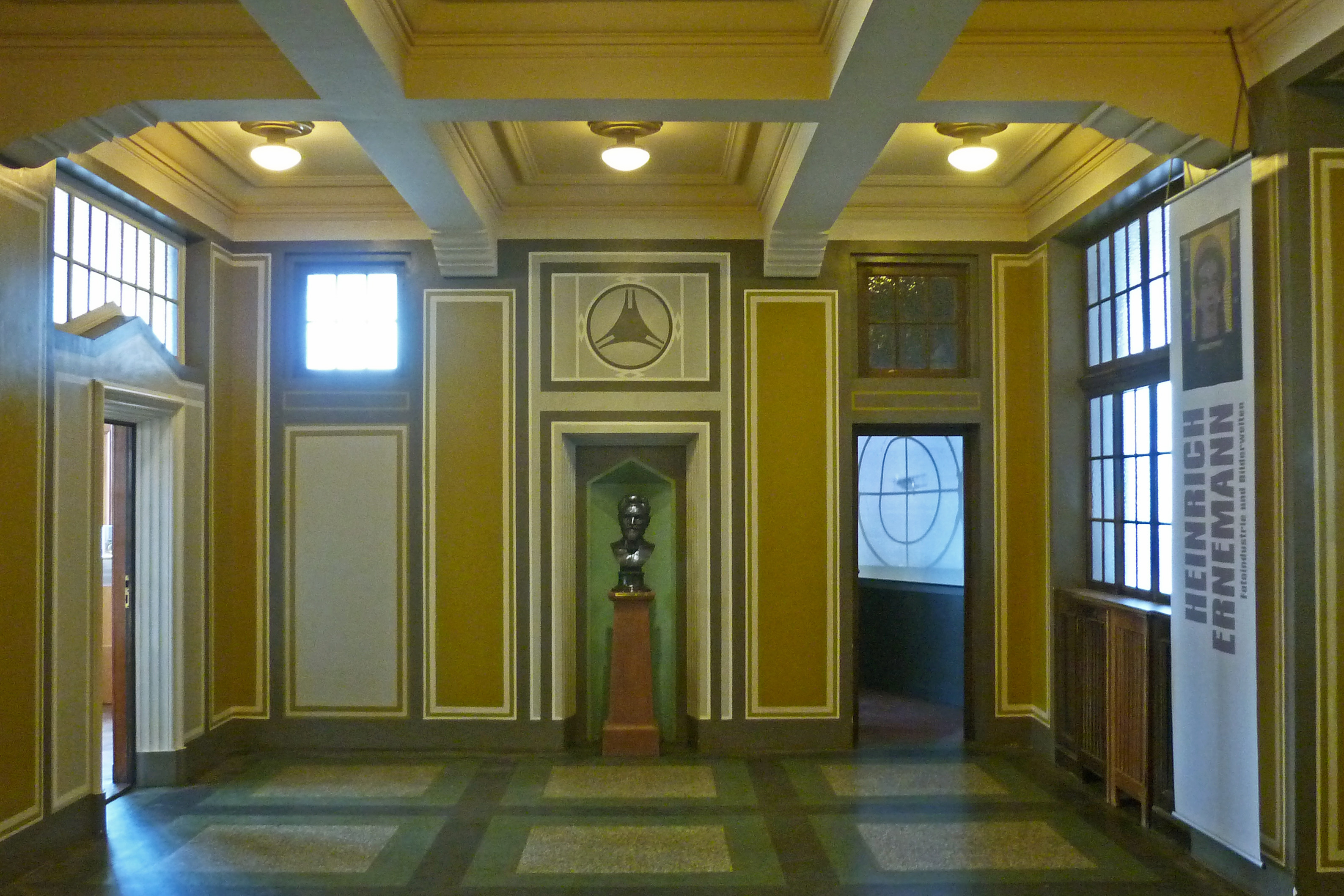
Rekonstruiertes Foyer im Ernemannturm mit der Büste Heinrich Ernemanns. Darüber befindet sich die stilisiert-künstlerische Darstellung eines dreieckigen Teils aus dem Malteserkreuzgetriebe für Filmprojektoren

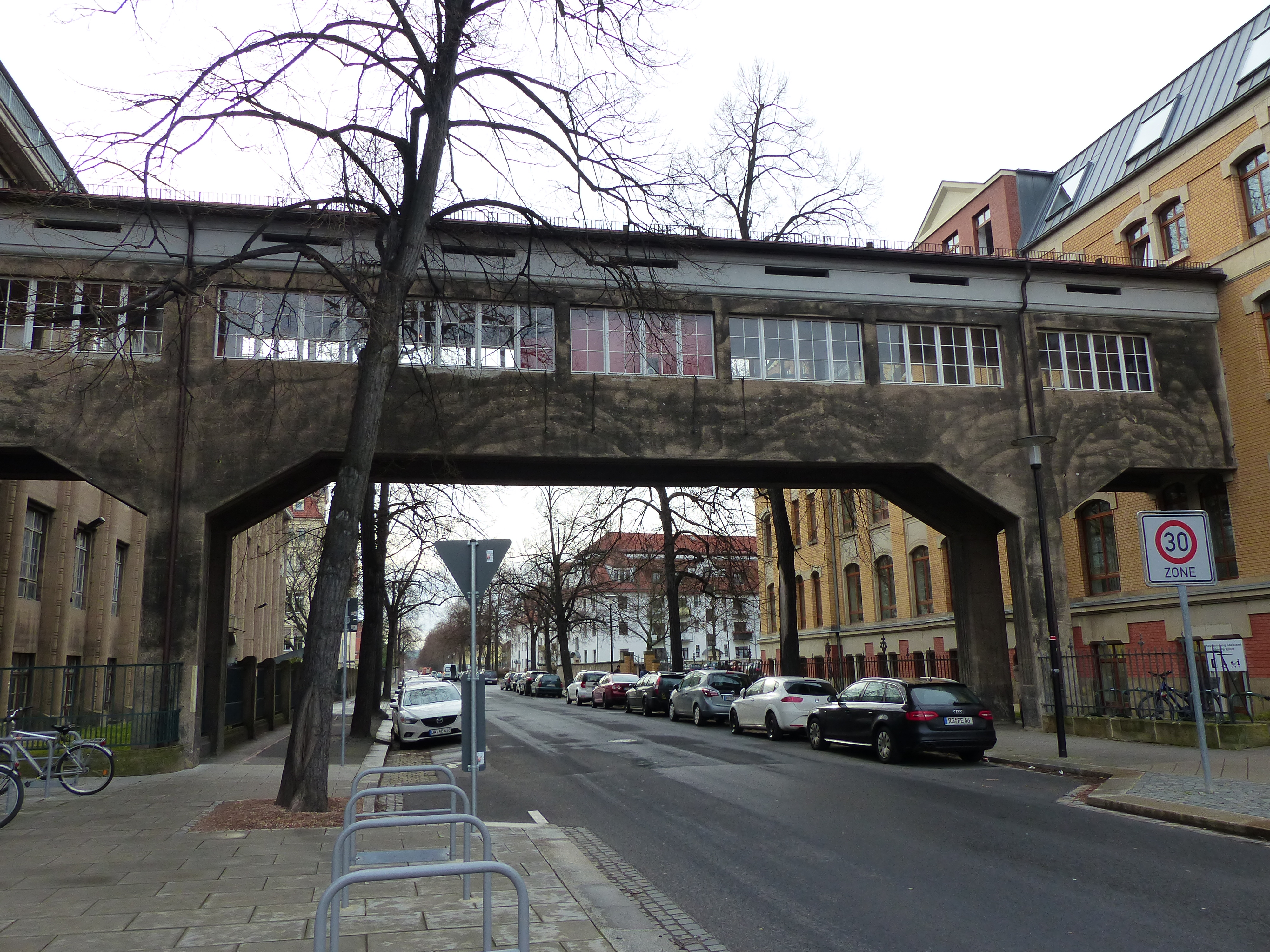
Über die Junghansstraße führende Verbindungsbrücke zwischen den Gebäuden

Die Ernemann-Werke sind ein denkmalgeschützter Komplex von Produktions- und Verwaltungsgebäuden der optischen Industrie in Dresden-Striesen.

## Geschichte
Sie entstanden von 1898 bis 1938 in mehreren Abschnitten zwischen Schandauer und Glashütter Straße auf beiden Seiten der Junghansstraße als Sitz der Heinrich Ernemann, Aktiengesellschaft für Camerafabrikation in Dresden.
1898 entstand auf der Westseite der Junghansstraße, Ecke Schandauer Straße, das ursprüngliche Fabrikgebäude. Der viergeschossige Backsteinbau erhielt 1907 an seinem turmartigen Eckrisaliten ein das Markenzeichen der Firma darstellendes Mosaik – die 1903 von Hans Unger entworfene Lichtgöttin.
Da dieser Bau trotz mehrfacher Erweiterungen zu klein geworden war, beauftragte der Eigentümer Heinrich Ernemann 1913 die Architekten Emil Högg und Richard Müller mit der Planung eines markanten Industriegebäudes mit Hochhaus. Bedingt durch den Ersten Weltkrieg konnte der 1915 begonnene Bau erst 1918 (Flügel Junghansstraße) und 1923 (Schandauer Straße mit Turm) fertiggestellt werden. Der Flügel an der Glashütter Straße wurde erst 1938 in vereinfachter Form angefügt. Ein in den ursprünglichen Planungen vorgesehener vierter Flügel wurde nicht verwirklicht.

## Beschreibung
Es handelt sich um eine fünf- bis sechsgeschossige Dreiflügelanlage mit einem gestaffelten siebengeschossigen Eckrisaliten, auf den ein dreigeschossiger Turm mit elliptischem Grundriss aufgesetzt wurde. Darauf befindet sich ein von einer Aussichtsplattform umgebener zweigeschossiger runder Kuppelbau, der ursprünglich als Sternwarte gedacht war. Das Gebäude ist in Stahlbetonbauweise errichtet und durch Pilaster vertikal gegliedert.
Mit dem in der Junghansstraße gegenüberliegenden älteren Gebäude ist es über einen Straßenübergang im zweiten Obergeschoss verbunden.
Hübner beschreibt den 48 m hohen Ernemann-Turm als einen der ersten Hochhausbauten in Deutschland und als Repräsentanten der Dresdner Reformarchitektur, der den Stil der Neuen Sachlichkeit (da schon vor dem Ersten Weltkrieg entworfen) vorwegnehme. Friedrich Löffler beschreibt den Turm entsprechend als „Fabrikbau im Stile der Neuen Sachlichkeit“.

## Nutzung
Bis 1992 wurde das Werk durch Pentacon für die Herstellung von Fotoapparaten genutzt. Seit 1993 befinden sich die Technischen Sammlungen der Stadt Dresden im Gebäude östlich der Junghansstraße. Im 1898 entstandenen Gebäude gegenüber ist heute eine Abteilung des Sozialamtes Dresden untergebracht.

## Innovationen im Werk
Basierend auf den Arbeiten von August Musger in Österreich bis zum Versuchsmodell Kinetoskop entwickelte Hans Lehmann bei Ernemann die Zeitlupe. Beide können als Miterfinder gesehen werden.